# Fritz David
Fritz David (eigentl. Ilja-David Israilewitsch Krugljanski) (* 25. Oktober 1897 in Nowosybkow bei Wilna; † 24. August 1936) war ein Funktionär der Komintern und der KPD. Im Zuge des großen Terrors wurde er 1936 verhaftet, im Schauprozess gegen frühere führende Politiker der Sowjetunion zu einem Geständnis gezwungen, verurteilt und hingerichtet.

## Leben
Er wurde als Sohn eines jüdischen Lehrers geboren. Er studierte, verließ die Hochschule aber ohne Abschluss. Politisch aktiv war er seit 1916 in der Jüdischen Sozialistischen Arbeiterpartei. Nach eigenen Angaben war er bis 1920 als menschewistisch orientierter Gewerkschaftsfunktionär tätig. Später arbeitete er für die Komintern.
Unter dem Namen Fritz David wurde er nach Deutschland entsandt. Dort war er zunächst im deutschen Textilarbeiterverband bis 1927 im Sinne der KPD tätig. Danach wechselte er in die Gewerkschaftsabteilung des ZK der KPD über. Außerdem wurde er Mitglied der Zentrale der RGO und war für die Lederindustrie zuständig. Außerdem arbeitete er als Sekretär bei der kommunistischen Gewerkschaftszeitung Der Kampf. Er wechselte zur Roten Fahne und war von 1928 bis 1932 Leiter der Gewerkschaftsredaktion. Zwischen 1932 und März 1933 war er direkt für das Sekretariat des ZK tätig. Er war zuständig für theoretische Fragen und galt in der Schlussphase der Weimarer Republik als Parteitheoretiker. Dabei wandte er sich häufig gegen Trotzki. David veröffentlichte 1932 ein Buch mit dem Titel Der Bankrott des Reformismus.
Im März 1933 nach dem Beginn der nationalsozialistischen Herrschaft kehrte er nach Moskau zurück und lebte im Hotel Lux. Er nahm dort eine Tätigkeit bei der deutschen Sektion der Komintern auf und wurde enger Mitarbeiter von Wilhelm Pieck. Er war auch aktiv auf dem VII. Weltkongress der Komintern. Er hatte für Pieck dessen Reden auf dem Kongress und bei der so genannten Brüsseler Konferenz der KPD vorbereitet. David war stark an der dort verabschiedeten Resolution beteiligt gewesen, die eine Einheits- und Volksfrontpolitik statt des Kampfes gegen die angeblichen Sozialfaschisten vorsah. Pieck hatte für David eine zukünftig wichtige Rolle im ideologischen Kampf vorgesehen.
Im Jahr 1936 wurde er vom NKWD verhaftet. Dies geschah in Vorbereitung des ersten Schauprozesses gegen ehemals führende Mitglieder der KPdSU wie etwa Sinowjew oder Kamenew. Dabei ging es um den Vorwurf, diese hätten ein oppositionelles „trotzkistisch-sinowjewistisches terroristisches Zentrum“ gebildet. Bei dem Prozess waren David und Konon Berman-Jurin (= Hans Stauer) der Part als Kronzeugen zugedacht. Dabei sollten sie die Verbindung der Trotzkisten zu der angeblichen Verschwörung aufdecken. In ihrem erpressten Geständnis gaben sie an, Trotzki selbst aufgesucht zu haben. Dieser soll die Weisung erteilt haben, Stalin zu ermorden. Die Aussage half David nicht. Er wurde zum Tode verurteilt und erschossen. Erst 1988 wurde er rehabilitiert. Auch seine Ehefrau war verhaftet worden und ist wohl im Lager gestorben.